# Los Ranchos (Kalifornija)
Los Ranchos je naseljeno područje za statističke svrhe u američkoj saveznoj državi Kalifornija. Prema popisu stanovništva iz 2010. u njemu je živjelo 1.477 stanovnika.